# 松田丈志

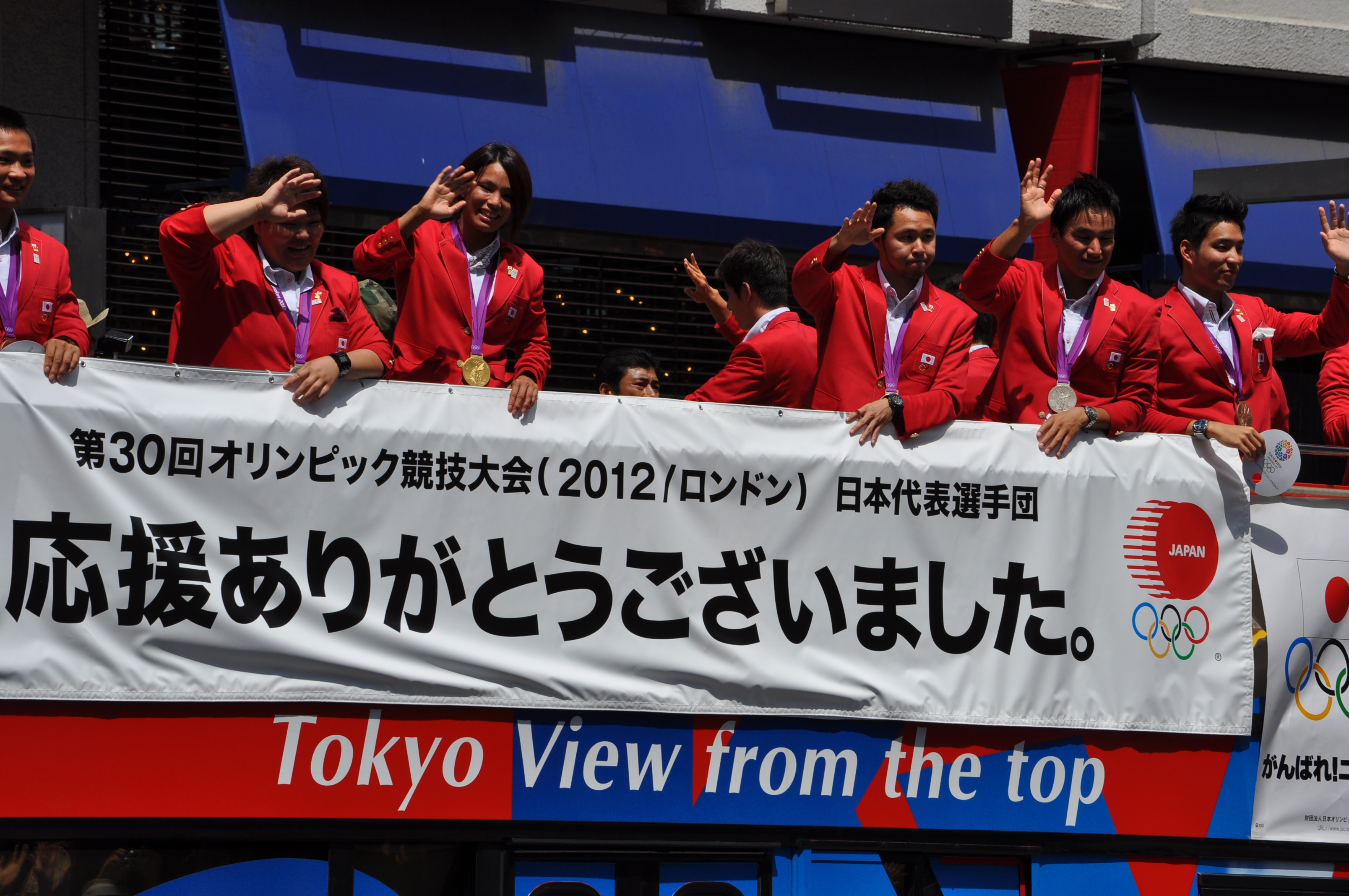
オリンピック凱旋パレードの松田丈志（2012年8月19日撮影）

松田 丈志（まつだ たけし、1984年6月23日 - ）は、宮崎県延岡市出身の日本の元競泳選手。スポーツジャーナリスト。株式会社AquaTerra代表取締役
。 2004年アテネ五輪から日本代表として4大会連続出場し4個のメダルを獲得。2014年3月よりセガサミーホールディングスに所属。主な競技種目はバタフライ及び自由形中長距離。血液型はO型。

## 略歴
4歳から姉の影響で地元・東海（とうみ）スイミングクラブで水泳を始める。中学校の25メートルプールを使用していて冬でも練習できるようにと、子どもをクラブに通わせている親達が屋外プールに手作業でビニールの屋根を付けてくれた。それでも冬は10度、夏は50度近くになった。
松田の練習環境は恵まれていなかったが、元競泳選手だった久世由美子コーチの指導の下、日本代表になるとその練習環境に注目が集まるようになり、『ビニールハウス生まれのヒーロー』と称されるようになった。
2003年、延岡学園高等学校を卒業し、中京大学に進学する。
2004年のアテネオリンピックや2005年の世界選手権等の国際競技大会日本代表として実績を残した。
2007年に中京大を卒業後は、同学年の寺川綾らとともにミズノへ入社。6月にミズノがSPEEDOブランドライセンシーから自社水着発売に切り替えたのに合わせ、「ミズノスイムチーム」結成に参加する。今後は「ミズノスイムチーム」の一員として競技に臨んだ。
北京五輪の代表選考を兼ねた日本選手権では、400m自由形で優勝し、同競技における日本代表選手第1号となった。五輪前のジャパンオープンにて200mバタフライの日本記録・アジア記録を更新。北京オリンピックでは200mバタフライで自身の日本記録・アジア記録を大幅に更新して銅メダルを獲得した。ジャパンオープンや北京オリンピックで松田は所属するミズノ社の水着を使用せず、スピード社の水着で参加した。松田は銅メダル獲得後のインタビューにて銅メダルのことを『自分色のメダル』と言っていた。
松田は北京オリンピックでの活躍が認められ、宮崎県民栄誉賞と延岡市民栄誉賞を受賞した。
2008年12月26日、松田の所属するミズノ社は同年12月31日を以てミズノスイムチームとの所属契約満了を発表し、松田もミズノを退社した。その後レオパレス21と契約した。
2009年12月8日、レオパレス21が松田との「契約を今年限りで満了する」と発表し、契約更新されなかった。そのため2010年から暫定的に東海SC所属という形として新しい所属先を探していたが2010年10月17日、久世コーチとともに、延岡市創業で福岡県を拠点とするドラッグストアのコスモス薬品と所属契約を結んだことが発表された。
2010年11月13日、広州アジア大会 200mバタフライにおいてアジア大会の個人種目では自身初となる金メダルを獲得した。
2011年、翌年のロンドン五輪に向けて日本代表競泳チームのキャプテンに就任し、選手とコーチを結ぶ役割 を担う。
2012年7月31日、ロンドンオリンピック 200mバタフライにおいて二大会連続の銅メダルを獲得、男子400mメドレーリレーでも日本男子史上初の銀メダルを獲得した。松田はそのレース終了後のプレスインタビューの際に「（北島)康介さんを手ぶらで帰らせるわけにはいかないと思いました」とコメントしている。これが2012年新語・流行語大賞のトップテンに選出された。
2012年11月25日、第44回東京SCジュニア優秀選手招待公認記録会に招待選手として50mバタフライに出場した。そして、記者からのインタビューで現役続行の決意を伝えた。
2012年12月11日、松田は都内で会見し、「もう一度世界一を目指すと決めました」と現役続行を宣言した。松田は久世コーチのもとを離れ、東京・国立スポーツ科学センターを拠点に平井伯昌コーチに師事することになった。
2013年12月31日、所属するコスモス薬品との所属契約が終了した。
2014年3月26日、松田はマネジメント会社を通じ、セガサミーホールディングスと所属契約を結んだと発表した（所属契約期間は2014年3月1日から2016年12月末まで）。再び久世コーチの指導を受ける。
4度目のオリンピック出場となった2016年リオデジャネイロオリンピックでは、若手の萩野公介・江原騎士・小堀勇氣と共に800mフリーリレーにのみ出場。アンカーを務め、1964年東京オリンピック以来、52年ぶりとなる銅メダルを獲得した。
2016年9月10日、岩手で行われた国体をもって引退。「日本の自由形はまだまだ強くなる」と宣言し、競泳生活を終えた。9月23日、所属事務所より一般女性との結婚を発表。
2017年9月、宮崎県で開催された「ISA 世界ジュニアサーフィン選手権大会」、2019年9月に開催された「2019 ISAワールドサーフィンゲームス」 の大会アンバサダーを務める。
2021年3月28日、サーフィン連盟理事に就任する。

## 主な成績
- 2002釜山アジア大会 男子200mバタフライ銅メダル
- 2004年アテネオリンピック 400m自由形8位、200mバタフライ準決勝敗退、1500m自由形予選敗退
- 2005年世界水泳選手権男子200mバタフライ銀メダル
- 2005年東アジア競技大会200mバタフライ金メダル、800m自由形金メダル、400m自由形銅メダル、1500m自由形銅メダル
- 2006ドーハアジア大会 800mフリーリレー金メダル、200mバタフライ銀メダル、400m自由形銅メダル、1500m自由形銅メダル
- 2008年北京オリンピック 200mバタフライ銅メダル、400m自由形予選敗退、1500m自由形予選敗退
- 2009年世界水泳選手権 200mバタフライ銅メダル、800mフリーリレー4位
- 2010年広州アジア大会 200mバタフライ金メダル、800mフリーリレー銀メダル、200m自由形銅メダル
- 2011世界水泳選手権 200mバタフライ銀メダル、800mフリーリレー7位、400mフリーリレー予選敗退
- 2012年ロンドンオリンピック 200mバタフライ銅メダル、400mメドレーリレー銀メダル、100mバタフライ予選敗退
- 2013世界水泳選手権 200mバタフライ準決勝敗退、800mフリーリレー4位
- 2014仁川アジア大会 800mフリーリレー金メダル、200m自由形4位
- 2016年リオデジャネイロオリンピック 800mフリーリレー銅メダル

## 出演
- S☆1（TBS）：コメンテーターだけでなく、本人直撃取材のコーナーも持つ（2017年 - ）
- 炎の体育会TV（TBSテレビ）
- THE LAST COP/ラストコップ第6話（日本テレビ）- 体育教師役
- スッキリ（日本テレビ）- 水曜コメンテーター（2017年10月3日 - 2023年3月27日）
- ファミリーヒストリー（NHK総合） ゲスト（2017年3月9日）
- ライオンのグータッチ（フジテレビ）グータッチサポーター
- 日本沈没-希望のひと- 第1話（2021年10月10日、TBS） - 潜水艦の乗組員 役